# Jatiguwi
Jatiguwi is een bestuurslaag in het regentschap Malang van de provincie Oost-Java, Indonesië. Jatiguwi telt 8279 inwoners (volkstelling 2010).